# Нигдели Мустафа-паша
Нигдели Мустафа-паша је био османски намесник за време султана Ахмеда, султана Османа и султана Мурата .

## Биографија
Мустафа паша, рођен у Нигдеу, био је јањичарски ага током 1621. године
Након отпуштања Дамат Халил-паше по трећи пут 1621. године , постављен је за капетана мора у децембру 1621. године, али је на овој дужности остао само пола године. 
Мустафа-паша, који је служио као гувернер Египта, 1631. године добија чин везира, а 1632. године бива погубљен је на захтев побуњеника, која је угрозила Мурадову владавину.